# Pollo al chilindrón

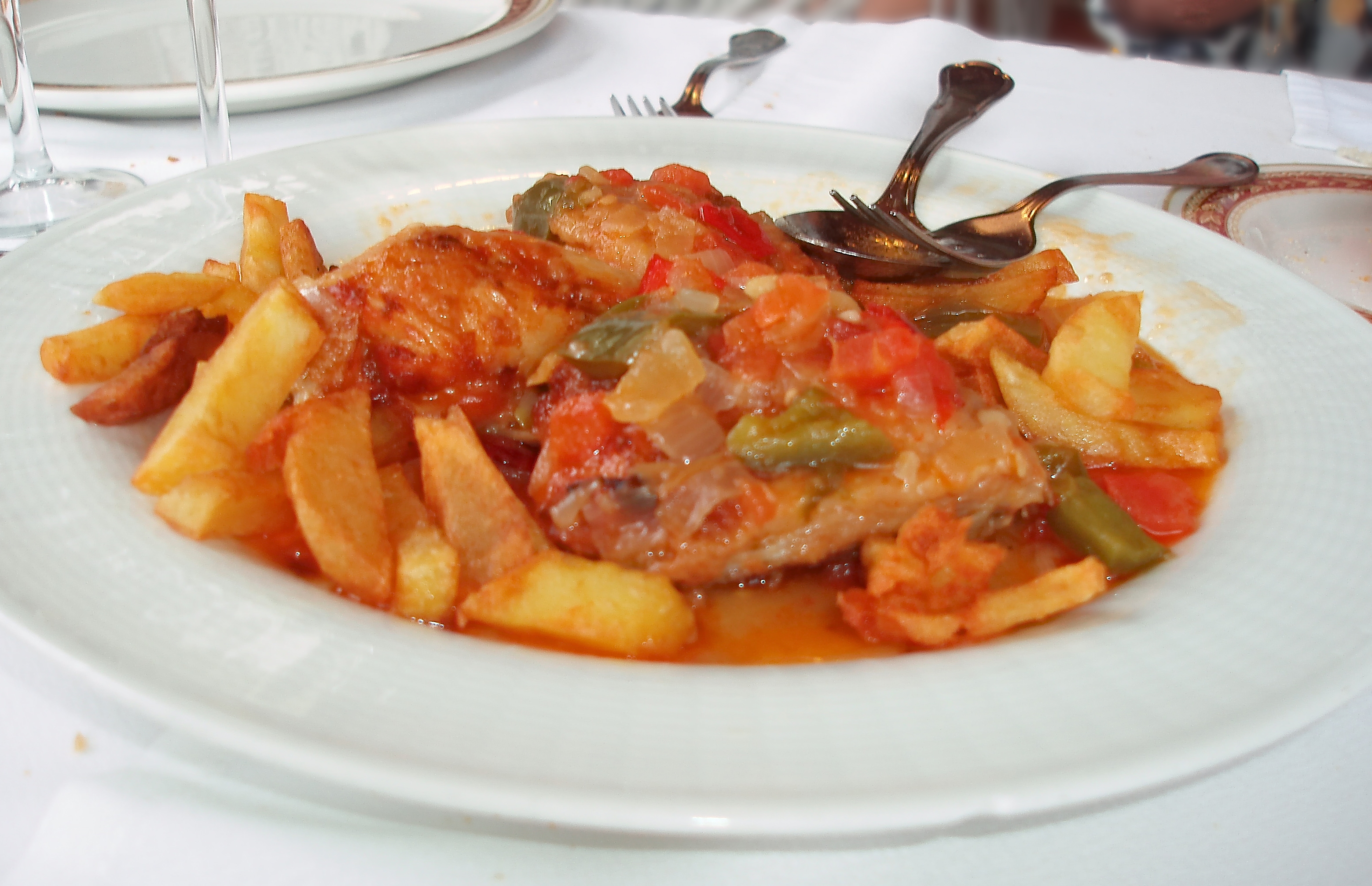
Pollo al chilindrón mit Pommes frites

Pollo al chilindrón (spanisch für „Geschmortes Huhn“) ist ein spanisches Schmorgericht, das aus den alten Königreichen Aragonien und Navarra stammt. Es besteht aus Huhn, Schinken (z. B. Serrano-Schinken), Tomaten, Gemüsepaprika, Zwiebeln, und anderen Gemüsesorten.
Zur Zubereitung wird das in mehrere Stücke zerteilte und nach manchen Rezepten auch enthäutete Huhn zuerst mit Zwiebeln und Paprika angebraten. Anschließend werden Tomaten und Schinken dazugegeben und alles auf dem Herd oder im Backofen geschmort. Üblich ist auch die Zugabe von Knoblauch und Wein. Es gibt in den nordspanischen Regionen verschiedene Versionen dieses Gerichtes mit unterschiedlichen Gemüsezutaten. Allen gemein ist die Verwendung von Huhn, Paprika und Tomate. Typische Beilagen sind Brot, Pommes frites oder Reis.
Ähnliche Gerichte al chilindrón (spanisch für „Schmoren“) werden auch mit Lamm, Kaninchen, Zicklein oder Kalb zubereitet.